# Stuart Cable
Stuart Cable (Aberdare, 19 maggio 1970 – Llwydcoed, 7 giugno 2010) è stato un batterista e personaggio televisivo britannico, noto per essere stato tra i fondatori degli Stereophonics, gruppo alternative rock gallese inquadrabile nel movimento britpop.

## Carriera musicale
Cresciuto a Cwmaman, vicino Aberdare, nel Galles, abitava nella stessa strada di Kelly Jones. Con lui e il compagno di scuola Richard Jones nel 1992 formò una band di nome Tragic Love Company, che cambiò ben presto nome in Stereophonics. Fu Cable a proporlo, dopo averlo visto scritto sul grammofono del padre che si trovava nella camera da letto di suo fratello. Fu il primo gruppo scritturato dalla neonata etichetta discografica V2, creata da Sir Richard Branson. La band, anche grazie a singoli quali The Bartender and the Thief (tratto dal secondo album Performance and Cocktails) che si piazzò al terzo posto della chart inglese, o Mr. Writer (da Just Enough Education to Perform) od ancora Maybe Tomorrow (da You Gotta Go There to Come Back) e Dakota (dal loro ultimo album), divenuto poi sigla del telefilm Veronica Mars, si fece conoscere in tutto il mondo.
Cable suonò anche con altre band, mentre nel 1992, prima di entrare a tempo pieno negli Stereophonics, aveva prestato la propria voce per Raw Sex for Breakfast, E.P. dei NailBombs.
Nel 2003, il batterista Stuart Cable fu licenziato dalla band, con una telefonata in cui Kelly addottò come motivazione la mancanza di impegno nella band da parte di Stuart
Fu per un breve periodo batterista degli Stone Gods, band composta da ex membri dei Darkness. Nel 2008 sostituì Ed Graham, ritiratosi per problemi di salute.
Nel 2009 aveva iniziato a collaborare con i Killing for Company, prima band a suonare al nuovo Liberty Stadium di Swansea, a supporto degli Who.
Alle 5 e 30 della mattina del 7 giugno 2010 è stato trovato morto nella sua casa di Llwydcoed, presso Aberdare, dopo aver abusato di alcol, morto soffocato dal suo stesso vomito. La sua morte è avvenuta poche ore dopo che gli Stereophonics si erano esibiti di fronte a 30 000 persone a Cardiff.

## Carriera nel mondo dello spettacolo
Nel 2002 condusse un talk show in onda su BBC Wales. Nel settembre 2003 fu allontanato dalla band perché accusato di trascorrere troppo tempo nella sua nuova veste di presentatore, trascurando le prove Condusse anche il programma Cable Connects (2005) e, per BBC Radio Wales, la trasmissione Cable Rock.
Nel 2005 presentò anche i Kerrang! Awards. Continuò a condurre altre trasmissioni fino all'aprile 2010, quando prese il timone di Saturday Night Cable. Qui ha intervistato Slash dei Guns N'Roses e avrebbe dovuto fare altrettanto con gli AC/DC, la sua band preferita, al Download Festival, dove avrebbe dovuto suonare con la sua band.